# Aristea lugens
Aristea lugens là một loài thực vật có hoa trong họ Diên vĩ. Loài này được (L.f.) Steud. miêu tả khoa học đầu tiên năm 1840.